# Coenotephria alfacariata
Coenotephria alfacariata är en fjärilsart som beskrevs av Jules Pièrre Rambur 1858. Coenotephria alfacariata ingår i släktet Coenotephria och familjen mätare. Inga underarter finns listade i Catalogue of Life.